# Adhäsionsverschluss
Der Adhäsionsverschluss ist ein Haftverschluss an Briefumschlägen, der mehrfach verschlossen und wieder geöffnet werden kann.
Adhäsionsbeutel werden häufig zum Versand von Büchern, Prospekten und Katalogen sowie als Beipack für Garantieunterlagen oder Bedienungsanleitungen verwendet.
Adhäsionsbeutel sind nur eingeschränkt als wiederverschließbare Beutel einsetzbar, da der Klebeverschluss im Laufe der Zeit die Adhäsionskraft verliert.
Es gibt auch festklebend gefertigte Adhäsionsverschlussbeutel zur einmaligen Verwendung.
Dieser Beutel wird beim Öffnen beschädigt. Diese Anwendung wird vor allem bei Verkaufsverpackungen gewählt, um Missbrauch durch Austausch der Waren vorzubeugen.